# Minoria absoluta
Minoria absoluta es una productora española creada por el periodista e historiador Toni Soler y dirigida por Paco Escribano. Cuenta con una larga trayectoria en la producción de programas de humor, entretenimiento y actualidad tanto en televisión como en radio. Algunos ejemplos son los programas Polònia (actualmente en su 12.ª temporada) y Crackòvia (9ª temporada) y en radio el programa “La Segona Hora” en RAC1, entre otros. 

## Orígenes
Cuando nació Rac1, Toni Soler reclutó a sus antiguos compañeros Manel Lucas y Queco Novell para un programa político que se bautizó con el nombre de Minoría absoluta. En 2002, el programa pasó a ser diario y consiguió un éxito notable, coronado con el Premio Ondas, el Premio Ciudadmde Barcelona y el Premio Nacional de Comunicación.
El programa dio el salto a City TV (actual 8tv), a Las Cerezas con Julia Otero (TVE) y a Antena 3 con Mire Usté, embrión de Polònia, que debutó en TV3 el año 2006. Finalmente, y después de siete temporadas de éxito continuado, el programa de radio se dejó de emitir el 2009, y la productora CanCuca, responsable de Polònia y Crackòvia, pasó a llamarse Minoría absoluta, el nombre con el que se la conoce actualmente.

## Televisión
Además de Polònia y Crackòvia, Minoría absoluta produjo otros programas de televisión como:
- La escobilla nacional (Antena 3), programa presentado por Àngel Llàcer que parodiaba el mundo de la prensa del corazón.
- Señoras que (Neox), programa de sketches que parodiaba los populares grupos de “Señoras que” surgidos en Facebook y protagonizado por Carlos Latre, David Fernández, Josema Yuste y Jordi Rios.
- Frikiliks (Cuatro), programa a medio camino entre el zápping y el sketch realizado en colaboración con la productora Alguna Pregunta Més. Dos personajes interpretados por David Fernández y Ana Morgade comentaban los fragmentos de otros programas que aparecían en pantalla.
- Hotel 13 Estrellas 12 uvas[1] (RTVE): Especial Fin de Año para Televisión Española protagonizado por Josema Yuste.
- Tengo una pregunta para mí (La 2): Basilio Baltasar presenta un programa para reflexionar.
- Pienso, luego existo (La 2), programa que reflexiona sobre el conocimiento íntimo y universal a partir de entrevistas a personajes necesarios para entender nuestra cultura y sociedad.
- Zomedy Night[2] (FOX): Doble programa especial para promocionar el estreno de la nueva temporada de The Walking Dead. Goyo Jiménez, Berto Romero, Yolanda Ramos y Agustín Jiménez realizan diversos monólogos sobre el apocalipsis zombi.
- TV3 Confidencial (TV3), programa especial para presentar la nueva programación de otoño 2016 de TV3 con la presencia de los presentadores y actores de los programas y series de TV3.
- Està passant (TV3), informativo satírico que repasa la actualidad diaria. Presentado por Toni Soler, con la colaboración de Jair Domínguez, (Òscar Andreu en su primera temporada) y Elisenda Carod.[3]
- Todo es mentira (Cuatro). Coproducción con La Fábrica de la Tele.

## Documentales
- Asalto al Banco Central[4] (TV3 y TVE): Documental sobre el asalto al Banco Central de Barcelona el 1981.
- Generació D (TV3): Seguimiento de las vidas de chicos y chicas que pertenecen a las primeras generaciones de la democracia española.
- elBulli, el último vals[5] (TV3): Documental sobre el cierre del famoso restaurante de Ferran Adrià.
- L’equip ideal (TV3): En colaboración con UNICEF y la Fundación FC Barcelona, el documental muestra la labor de UNICEF en Ghana a través de diferentes proyectos educativos.
- Suñol, un crit valent (TV3 y Barça TV): Un innovador formato a medio camino entre el documental y la ficción, producido por el FC Barcelona y que muestra la figura de Josep Suñol, presidente del FC Barcelona durante menos de un año, pero cuyo legado para el Club fue fundamental.
- Buscando a Cervantes[6] (La Sexta): El actor Alberto San Juan se pone en la piel de Miguel de Cervantes a través de una doble dimensión: como entrevistador que se encuentra con los expertos en la vida y obra de Cervantes y también dando vida al mismo escritor, construyendo así un relato a dos bandas.
- España dividida: la Guerra Civil en Color[7] (DMAX): Serie documental de tres capítulos que se estrenó en noviembre de 2016 coincidiendo con el 80º aniversario del inicio de la guerra civil española.
- Buscando a Aguirre [8] (ETB2): Un recorrido por la historia personal del lehendakari José Antonio Aguirre, a través de la búsqueda que el actor Daniel Grao hace sobre el personaje para interpretarlo posteriormente.

## Ficción
- 14 d’abril. Macià contra Companys (TV3 y TVE): Dirigida por Manuel Huerga, fue presentada dentro de la sección Zabaltegi en el Festival de San Sebastián y obtuvo el Premio Gaudí de la Academia de Cine Catalán a la mejor película para televisión.
- Descalzo sobre la tierra roja[9] (TV3, TVE y TV Brasil): Dirigida por Oriol Ferrer y basada en la novela homónima de Francesc Escribano, es una coproducción con Raíz Produçoes sobre la labor del obispo Pedro Casaldáliga en Brasil.
- Cervantes contra Lope[10] (TVE): Dirigida por Manuel Huerga y protagonizada por Emilio Gutiérrez Caba y José Coronado, la película gira alrededor de la relación de amor/odio entre los dos escritores. Estreno previsto para finales de 2016.
- La fuerza de un silencio[11]
- Smiley (Netflix)

## Radio
- Minoría absoluta[12] (Rac1): Programa de actualidad política liderado por Toni Soler, Queco Novell y Manel Lucasque contaba con las imitaciones de Bruno oro, Sílvia Abril, Agnès Busquets o Cesc Casanovas, entre otros. Después de 9 años en antena, el programa dijo adiós el 24 de julio de 2009.
- La Segona Hora (Rac1): Programa de humor liderado por Quim morales que surgió como spin-off de Minoría Absoluta (de hecho su nombre se debe a que empezó como “La Segona Hora de Minoría Absoluta).
- Els Minoristes (Catalunya Ràdio): Programa de humor integrado en el Matí de Catalunya Ràdio presentado por Mònica Terribas.

## Teatro
- La familia irreal:[13] Musical producido con Dagoll Dagom basado en una entonces hipotética abdicación de Juan Carlos I. Estuvo en cartelera más de un año y la vieron más de 200.000 espectadores.
- Magical History Club: Espectáculo de monólogos con la particularidad de que los monologuistas eran grandes personajes de historia como Cleopatra o Hitler.
- Polònia, el musical:[14] Spin-off del programa de televisión en formato musical. Representado por algunos de los actores del programa, lo vieron más de 75.000 espectadores.

## Producciones internacionales
- The World’s Best Chefs[15] (FOX International Channels): Serie de 12 capítulos producida en colaboración con Visual 13 que sigue a 12 de los mejores cocineros del mundo con la chef Katie Button.
- Crackovia América[16] (Fox Sports): A raíz de la Copa América y en coproducción con Imagina US surgió este spin-off de Crackòvia que emitió un total de cuatro capítulos.
- Crackovia de la Copa[17] (Televisa): Grabado en México, el programa volvió a cruzar el Atlántico en forma de gags dentro del programa “La jugada del verano” con motivo de la celebración del centenario de la Copa América.